# Космос-2122
Космос-2122 је један од преко 2400 совјетских вјештачких сателита лансираних у оквиру програма Космос.
Космос-2122 је лансиран са космодрома Тјуратам, Бајконур, СССР, 18. јануара 1991. Ракета-носач је поставила сателит у орбиту око планете Земље. Маса сателита при лансирању је износила 3000 килограма. Космос-2122 је био војни извиђачки сателит за праћење флоте.